# Alicia en el país de las pornomaravillas
Alicia en el país de las pornomaravillas (Alice in Wonderland, también llamada Alice in Wonderland: A Musical Porno o Alice in Wonderland: An X-Rated Musical Fantasy) es una película musical pornográfica vagamente basada en la obra Las aventuras de Alicia en el país de las maravillas de Lewis Carroll. Dirigida por Bud Townsend y protagonizada por Terri Hall, Bree Anthony y Kristine DeBell. Su estreno en Estados Unidos fue el 10 de diciembre de 1976. El 26/27 de mayo se pudo ver en el festival de cine independiente Grand Illusion Cinema de Seattle, Washington  durante los Satellites 2000: Screens From Outer Space.
La película recibió, inicialmente, la calificación X-rating (sólo para adultos), y un año después R-rating (los menores de 17 años deben ir acompañados de un adulto mayor de 21 años) tras un recorte de tres minutos. Posteriormente fue reestrenada en formato VHS, que incluía un algo pomposo texto al inicio señalando que algunas escenas de porno hardcore habían sido rodadas, pero no fueron incluidas en el montaje final. Muchas críticas opinan que el material añadido lastra en demasía el ritmo original de la película. También fue reestrenada en formato DVD.

## Sinopsis

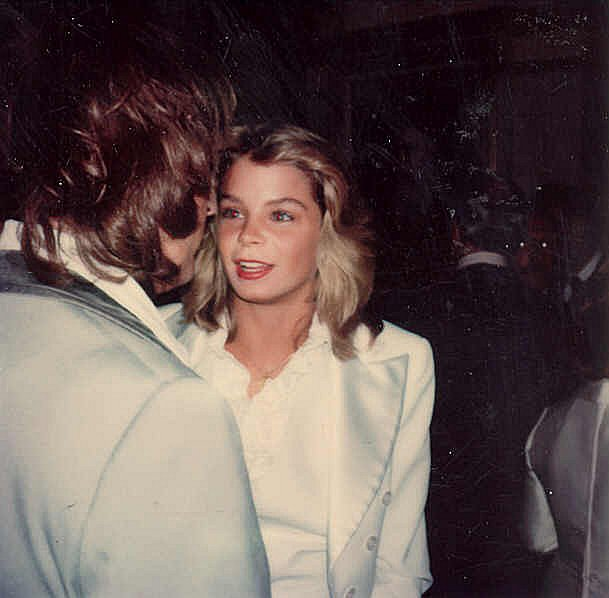
Kristine DeBell en 1976

Alicia (Kristine DeBell) ofende a su supuesto amante William (Ron Nelson) al rechazar sus insinuaciones. Molesta, se queda dormida leyendo Alicia en el país de las maravillas. El conejo blanco (Larry Gelman) se le aparece en sueños y la lleva a un paraíso sexual. La historia sigue vagamente la trama original de Carroll, e incluye muchos de sus personajes, pero con numerosas licencias sexuales y sexo explícito.

## Desarrollo
La película fue producida por el magnate de cine para adultos Bill Osco, el productor de la primera mainstream para adultos, Mona (1970) y su secuela Harlot (1971), o de la comedia erótica Flesh Gordon. Osco decidió hacer una versión musical softcore de la novela de Lewis Carroll, al ver que los derechos de la obra estaban en el dominio público. El resultado fue una película solo accesible para adultos, aunque esa calificación fue rebajada cuando 20th Century Fox la adquirió y recortó unos tres minutos del montaje original.
La película recaudó 90 millones de dólares en todo el mundo, que la convierten en una de las películas pornográficas más taquilleras de la historia. Dos años después la película fue montada de nuevo para añadir algunas escenas de porno hardcore, usando a algunos de los actores originales, e incluyendo en los títulos de crédito la explicación de la supuesta demanda de una versión hardcore.

## Disponibilidad
La película circuló en formato VHS, versión R, distribuida por Media Home Entertainment. La versión hardcore también estaba disponible en ese formato, pero ambas versiones ya están descatalogadas. En diciembre de 2007 Subversive Cinema sacó un DVD con la versión catalogada X original y la versión hardcore, totalmente restauradas. Actualmente se pueden adquirir en cualquier punto de venta.